# Henrique Meirelles
Henrique de Campos Meirelles (Anápolis, 31 de agosto de 1945) é um administrador, executivo da área financeira e político filiado ao União Brasil (UNIÃO) desde abril de 2022.
Considerado uma das figuras mais respeitadas na área financeira internacional, Meirelles foi presidente internacional do BankBoston; presidente do Banco Central do Brasil (BCB), cargo que ocupou de 2003 a 2011 durante o Governo Lula; e Ministro da Fazenda no Governo Michel Temer entre 2016 e 2018.
Foi também Chairman do Lazard Americas, banco de investimento sediado em Nova York; senior advisor da Kolberg, Kravis and Roberts (KKR), empresa global de investimentos; membro do Conselho da Lloyd's of London, empresa global de seguros; membro do conselho consultivo da J&F Investimentos; membro do Conselho de Administração da Azul Linhas Aéreas Brasileiras; entre outros trabalhos.
Foi candidato à Presidência da República do Brasil pelo Movimento Democrático Brasileiro (MDB) nas eleições de 2018, recebendo 1,20% dos votos válidos, terminando na sétima posição.
Em Setembro de 2022, foi convidado a integrar ao conselho global da corretora de criptomoedas, Binance.

## Biografia
Meirelles é filho de Hegesipo de Campos Meireles, que foi interventor federal interino em Goiás e ex-advogado do Banco do Estado de Goiás, e Diva Silva de Campos, uma estilista de vestido de noivas. Foi criado em uma família de políticos. Seu avô foi prefeito de Anápolis três vezes, seu pai ocupou cargos na Secretaria do Estado de Goiás duas vezes e teve um tio que foi governador.
Deixou a cidade de Goiânia para cursar engenharia civil na Escola Politécnica da Universidade de São Paulo, onde se formou em 1972. Em 1974, concluiu um MBA pelo Instituto de Pós-Graduação e Pesquisa em Administração da Universidade Federal do Rio de Janeiro (COPPEAD/UFRJ).

## BankBoston
Sua carreira teve início em 1974 no BankBoston, onde trabalhou por 28 anos, atuando nacional e internacionalmente. Começou no departamento de Leasing e, após 4 anos, assumiu a vice-presidência do banco.
Em 1984, por indicação de um membro do conselho do BankBoston, Meirelles cursou o Advanced Management Program (AMP) da Harvard Business School, um curso que prepara executivos que assumirão a presidência de grandes corporações. Meirelles também recebeu, em 1997, título honorário de doutor pelo Bryant College.
Em junho do mesmo ano, com o seu retorno ao Brasil, Meirelles foi nomeado presidente do BankBoston no país, cargo que ocupou por 12 anos. Foi o primeiro brasileiro a ocupar a cadeira de presidente da subsidiária de uma instituição internacional no Brasil.
Em 1996, houve um momento importante em sua carreira. Foi escolhido, pelo conselho do BankBoston, presidente mundial da instituição a partir da sede nos Estados Unidos. Ocupou o cargo até 1999. Foi o primeiro estrangeiro a presidir um banco americano de grande porte nos EUA.
Em 1999, o BankBoston Corp. fundiu-se com o Fleet Financial Group formando o FleetBoston Financial, a oitava maior instituição financeira dos Estados Unidos, com 220 bilhões de dólares em ativos e uma lista de 21 milhões de clientes em mais de 20 países. Possuía uma rede 1,7 mil agências nos EUA e mais de 250 unidades na América Latina. Em 2002, se aposentou, retornou ao Brasil e entrou para a política.

## Entrada na política
Com uma juventude marcada por atuações públicas, quando fez parte do movimento estudantil de Goiânia e liderou greves contra o preço das passagens de ônibus e de material escolar, e influenciado por sua família de políticos, Meirelles iniciou a partir de então sua carreira política, a qual se dedicou a partir de 2002.
Nesse ano, Meirelles se candidatou ao cargo de Deputado Federal por Goiás pelo Partido da Social Democracia Brasileira (PSDB) e foi eleito com o maior número de votos no estado – 183 mil. Meirelles renunciou ao cargo dois meses após a eleição e desfiliou-se de seu partido, antes mesmo de sua posse, para assumir a presidência do Banco Central do Brasil.
O sucesso eleitoral de Meirelles e o apoio do mercado financeiro internacional, conquistado durante toda sua carreira profissional no setor privado, fizeram com que Meirelles fosse indicado pelo presidente Lula para ocupar o cargo de presidente do Banco Central do Brasil (BCB), adotando uma política liberal durante este período. Com atuação durante os oito anos de governo Lula (2003-2010), Meirelles foi o Presidente do BCB que ficou mais tempo no cargo.
| “ | Volto para meu habitat, que é o setor financeiro. Renuncio à minha curta carreira política | ” |

## Gestão no Banco Central do Brasil (2003 a 2011)
A gestão de Meirelles no BCB se iniciou num momento em que a economia do país estava em crise. Com inflação de 12,5% ao ano, taxa de juros real de 18,5%, reservas internacionais de 38 bilhões de dólares – considerada baixa – e com o câmbio do dólar próximos a quatro reais. Sua primeira medida frente à presidência do BCB foi levar o Comitê de Política Monetária do Banco Central a subir os juros. Meirelles foi muito cobrado durante todo seu mandato para que acelerasse a queda de juros. Membros do governo e de fora alegavam que com a inflação mais alta o país poderia ter um crescimento maior.

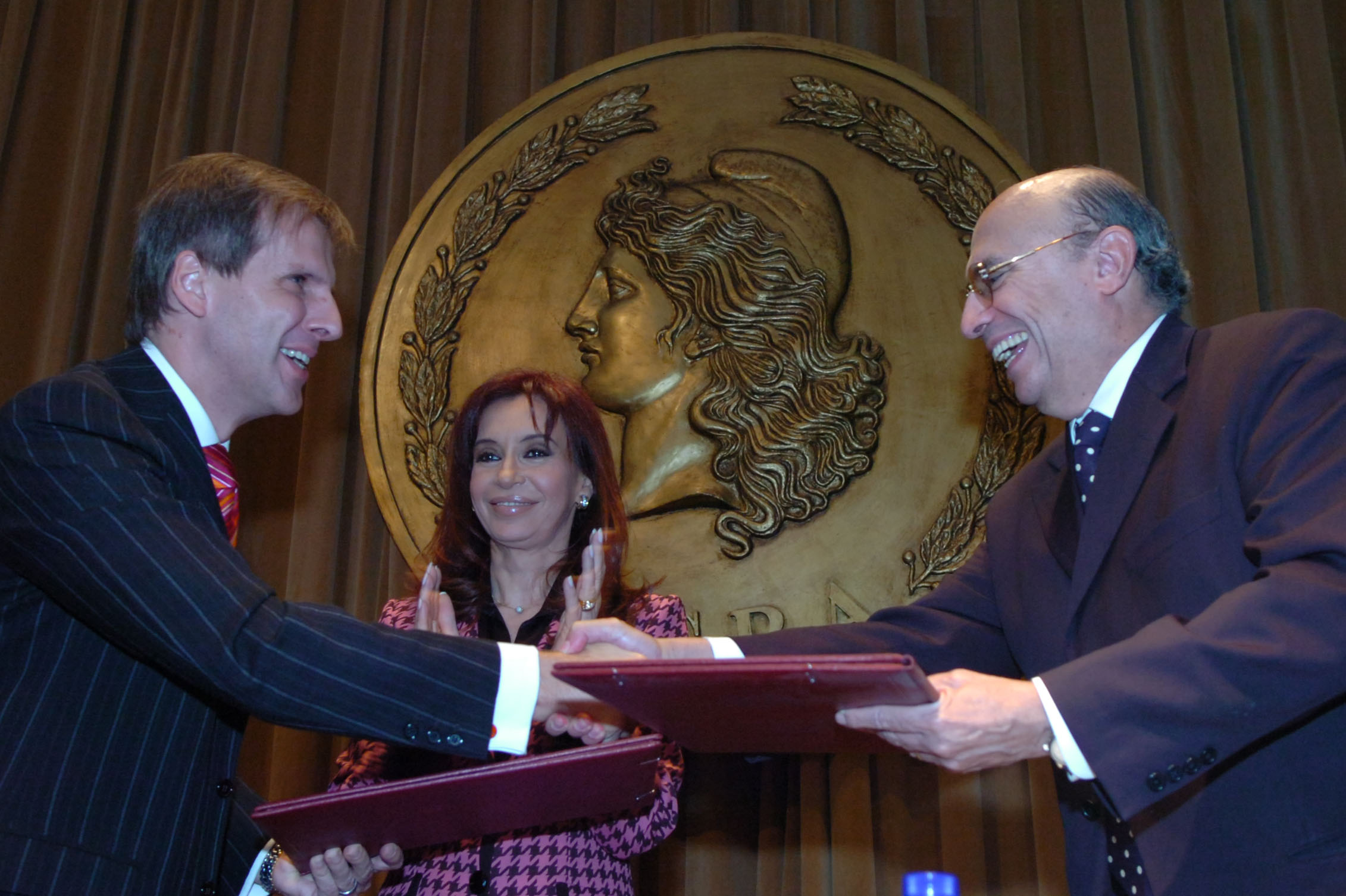
Meirelles cumprimenta o presidente do Banco Central da República Argentina, Martín Redrado, em outubro de 2008. Ao centro, Cristina Kirchner, presidente da Argentina à época

Em 2005, Meirelles foi o primeiro presidente do BCB a obter formalmente o status de ministro do Estado.
No início de 2010, Meirelles descartou uma possível candidatura ao Governo de Goiás pelo partido PMDB a pedido do presidente Lula, que lhe pediu para se dedicar ao comando do Banco Central até a data de desincompatibilização para concorrer a cargo eletivo, no início de abril de 2011.

### Resultados
Segundo o IBGE, o período de gestão de Henrique Meirelles foi o que apresentou o mais longo ciclo de crescimento da história recente do país, com uma taxa de 3% ao ano por mais de 60 meses. Em 2003, o crescimento foi de 1,1%. Em 2004, passou para 5,7%.  Em 2005, 2006 e 2007, o PIB (Produto Interno Bruto) avançou, respectivamente, 3,2%, 4% e 6,1%. No ano de 2008, a economia brasileira cresceu 5,1%. Em 2004, a inflação, medida pela IPCA, tinha recuado para 7,6% e em 2005 para 5,69%. Em 2006, o IPCA somou 3,14% e em 2008, atrelado ao forte crescimento da economia, avançou para 5,9%.
Ao final de sua gestão, Meirelles apresentou um crescimento no caixa do país que passou de 38 bilhões de reais para 280 bilhões. Segundo especialistas, esse foi um fator primordial para que o país passasse pela crise internacional de 2008 e 2009 sem maiores consequências.
Segundo Gustavo Franco, diretor executivo da Rio Bravo em entrevista à revista Época, a estabilidade e defesa do país durante a crise internacional em 2009 está diretamente ligada à atuação de Henrique Meirelles à frente do Banco Central, que por manter o rumo durante a crise, evitou a desestabilização da economia.
Meirelles apresentou uma inflação dentro da meta estabelecida pelo Conselho Monetário Nacional em todos os anos da sua gestão, exceto em 2003, quando por uma reação do mercado à liderança de Lula na disputa presidencial, houve uma "deterioração de expectativas". Ao final do seus dois mandatos no BCB, Meirelles foi considerado como responsável por reduzir a inflação à metade e baixar a taxa de juros ao menor patamar da história.
Meirelles esteve a frente do BCB durante os oito anos de governo do Presidente Lula e, em novembro de 2010, anunciou a sua saída.

## Presidência da Autoridade Pública Olímpica

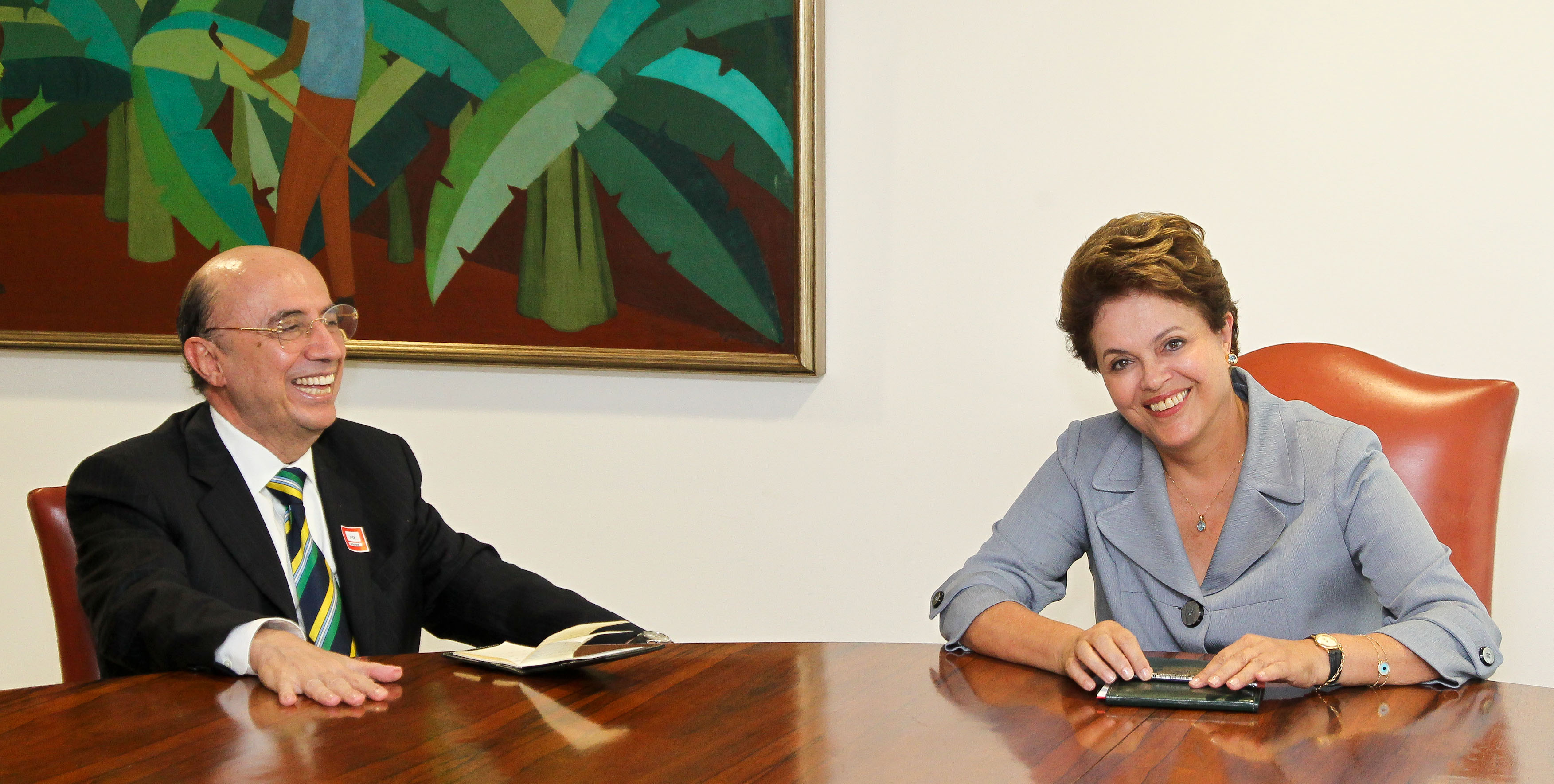
Presidente Dilma Rousseff com Henrique Meirelles em março de 2011

Em fevereiro de 2011, três meses após o anúncio da sua saída do comando do Banco Central e a convite da presidente Dilma Rousseff, Meirelles assumiu a presidência da Autoridade Pública Olímpica (APO), órgão que mais tarde seria criado para coordenar as obras relacionadas aos Jogos Olímpicos de 2016. Com mandato de quatro anos, Meirelles foi responsável por coordenar todos os investimentos para a realização dos jogos no Rio de Janeiro. Com um orçamento de 30 milhões de reais, atuou na coordenação de obras federais, estaduais e municipais. Foi sucedido pela empresária Luiza Trajano em 2015.
Em outubro do mesmo ano, Meirelles oficializou sua filiação ao PSD.

## J&F e Banco Original
No início de 2012, através de sua empresa de consultoria, assessorou o grupo J&F, na concepção e estruturação do Banco Original. Ele deveria fazer do banco, uma pequena instituição que dava crédito a fornecedores do grupo, o principal banco digital do país. Meirelles contribuiu, também, na avaliação de oportunidades de expansão internacional do grupo J&F. Em 2014, assumiu, temporariamente, a presidência do Conselho de Administração da J&F Investimentos. No entanto, nunca exerceu nenhuma posição executiva na J&F Investimentos, no Banco Original, ou em qualquer outra empresa do grupo. Convidado por Temer para assumir a Fazenda, Meirelles rescindiu o contrato de consultoria com a J&F Investimentos em maio de 2016.

## KKR e Lazard
Em 2012, a Kohlberg Kravis Roberts (KKR), uma empresa global de investimentos com mais de 60 bilhões de dólares em ativos administrados, indicou Henrique Meirelles para ser Conselheiro Sênior para a América Latina com objetivo de encontrar novas oportunidades de investimento para empresa.
Também em 2012, foi indicado para ser Chairman do Lazard Americas, banco americano especializado em gestão de recursos patrimoniais e financeiros e com atuação voltada a fusões e aquisições, negócios estratégicos e reestruturação de capitais.

## Convites para participação na política
Em 2014, Meirelles foi convidado pelo candidato ao governo de São Paulo pelo PMDB, Paulo Skaf, para disputar o Senado Federal em sua chapa. Meirelles negou o pedido.
Em 2015, houve rumores de que Meirelles teria sido indicado pelo ex-presidente Lula para ser o Ministro da Fazenda no 2º mandato da presidente Dilma Rousseff, com início em Janeiro de 2015. Essa hipótese não se concretizou e Joaquim Levy assumiu o ministério. Em meados de 2015, após discórdias internas no Executivo e desgastes no Congresso Nacional, voltaram a surgir rumores de que Henrique Meirelles poderia ser uma forte possibilidade de substituição ao Ministro da Fazenda Joaquim Levy.
Em 3 de abril de 2018, Meirelles se filiou ao MDB.

## Ministro da Fazenda

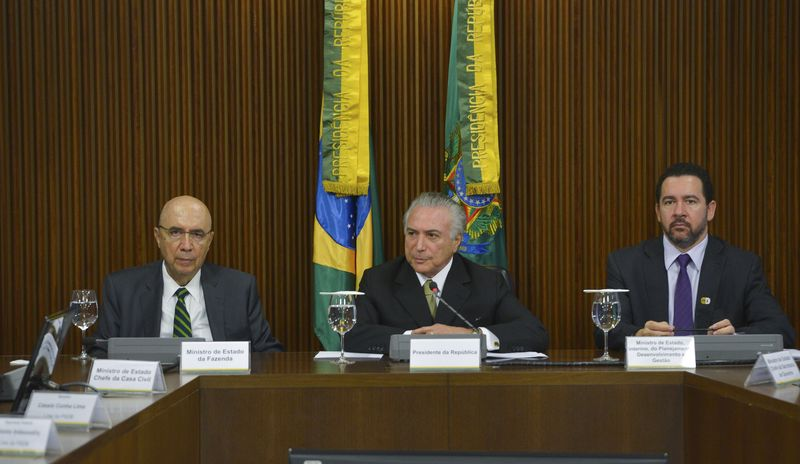
Meirelles ao lado direito de Michel Temer, que anuncia medidas na área econômica

Com a posse de Michel Temer como presidente interino da República após o afastamento temporário de Dilma Rousseff, em maio de 2016, Henrique Meirelles foi nomeado Ministro da Fazenda. Meirelles assumiu o ministério no contexto da crise econômica de 2014, e para combatê-la, trabalhou para que uma série de medidas fossem aprovadas, entre elas:
- o Novo Regime Fiscal, emenda constitucional que estabeleceu um limite (teto) para o crescimento dos gastos do Governo Federal por vinte anos;[46]
- a Lei da Terceirização, que permite a terceirização do trabalho também para atividades-fim, e não apenas para atividades-meio (como faxina, segurança, etc.);[47]
- a reforma trabalhista de 2017, que foi uma significativa alteração na Consolidação das Leis do Trabalho (CLT).[48]

Porém, a proposta principal, que era a da reforma da Previdência, não obteve êxito.

## Candidato a presidente do Brasil

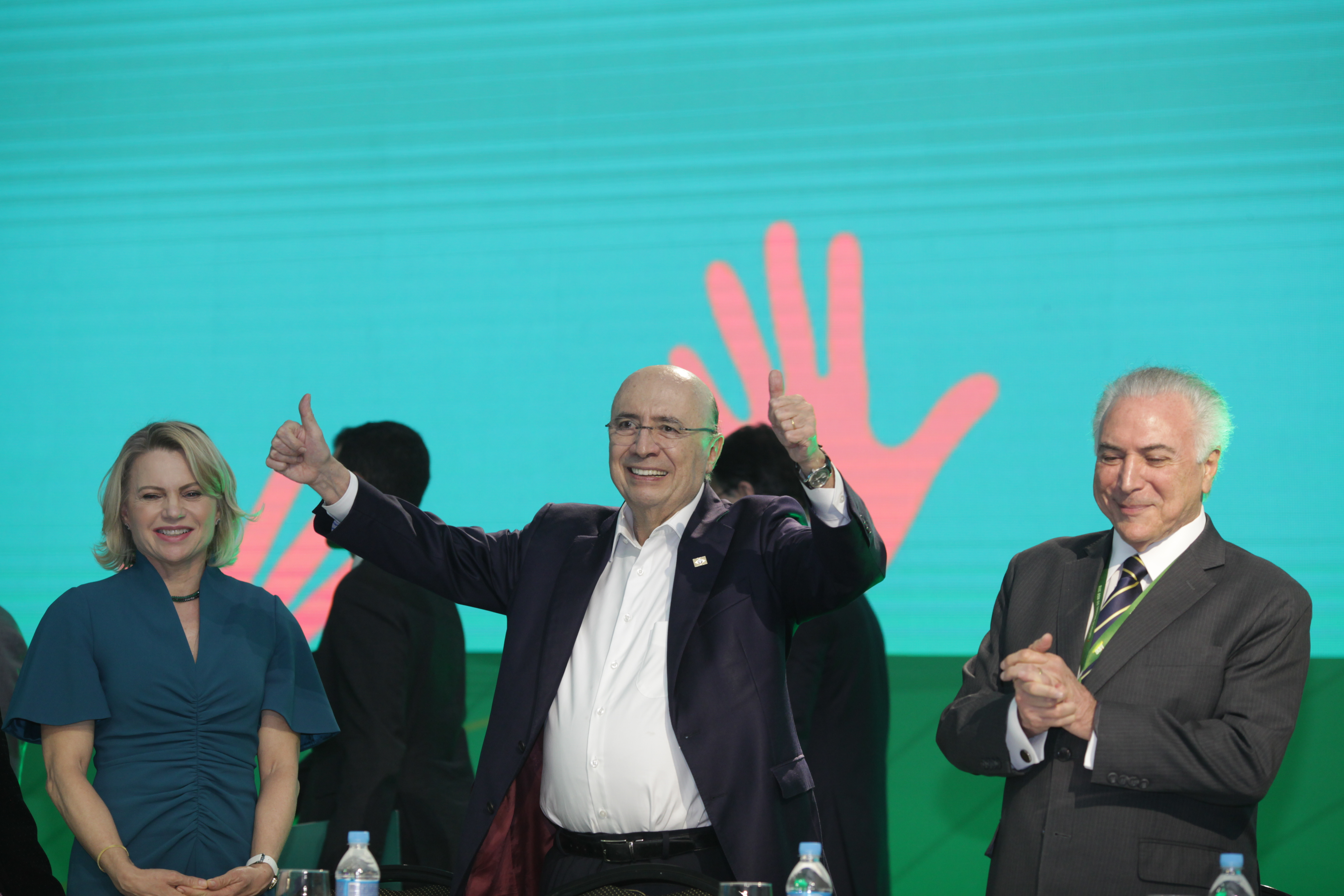
Meirelles ao lado do presidente Michel Temer na Convenção Nacional do MDB, em 2 de agosto de 2018.

Em 3 de abril de 2018, Meirelles havia se filiado ao MDB. Em 22 de maio de 2018, é confirmado como candidato do MDB a sucessão de Temer nas eleições presidenciais de 2018 Sua campanha presidencial foi oficializada em 2 de agosto do mesmo ano, em São Paulo, com 85% dos 419 delegados que compareceram ao evento votando pela oficialização de sua candidatura. Seu vice na chapa foi o ex-governador do Rio Grande do Sul Germano Rigotto, também do MDB.
Meirelles declarou ao TSE um patrimônio de equivalente a 377 496 700,70 reais.
A chapa recebeu 1 288 950 votos, o que representava 1,20% do total de votos válidos. Meirelles ficou em sétimo lugar, à frente de políticos mais experientes, como Marina Silva (REDE) e Álvaro Dias (Podemos).

## Secretário Estadual da Fazenda de São Paulo

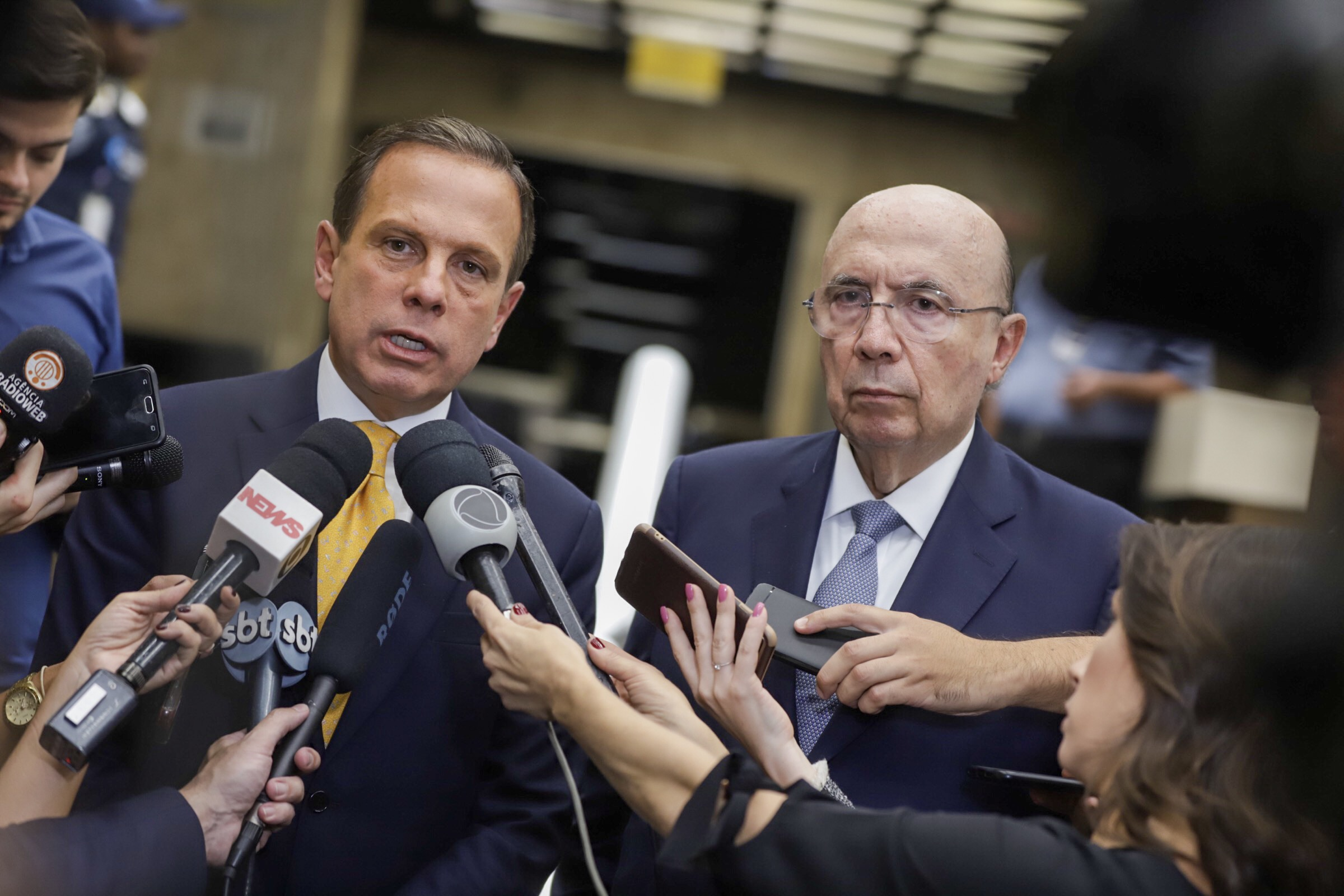
João Dória e Henrique Meirelles concedendo entrevista em maio de 2019

Em dezembro de 2018,foi indicado por João Doria, governador eleito de São Paulo ao cargo de Secretário Estadual da Fazenda.

## Outros cargos
- Membro do Conselho da Lloyd's de Londres.[56]
- Membro do Conselho de Administração da Azul Linhas Aéreas.[56][57][58]
- Conselheiro do Centro de Estudos Latino Americanos da Washington University.[8]
- Chairman da Sociedade de Revitalização da Cidade de São Paulo.[15]
- Fundador e Presidente Associação Brasileira das Empresas de Leasing.[15]
- Membro da FTI Consulting.[59]
- Presidente da Associação "Viva o Centro" que defende a revitalização da região central da cidade de São Paulo.[60]
- Presidente emérito da Associação Brasileira de Bancos Internacionais.[60]
- Diretor da Câmara do Comércio de São Paulo.[60]
- Membro do conselho das instituições de ensino Harvard Kennedy School of Government, Sloan School of Management do MIT, Carroll School of Management do Boston College, Conservatório de Música da Nova Inglaterra e do Instituto de Arte Contemporânea de Boston.[8][22][60]

## Desempenho eleitoral
| Ano  | Cargo                      | Partido | Votos     | Resultado  | Ref.   |
| ---- | -------------------------- | ------- | --------- | ---------- | ------ |
| 2002 | Deputado Federal por Goiás | PSDB    | 183 046   | Eleito     | [ 61 ] |
| 2018 | Presidente do Brasil       | MDB     | 1 288 948 | Não Eleito | [ 62 ] |

## Vida pessoal
Meirelles é considerado inquieto e workaholic por dormir apenas cinco horas por noite e realizar reuniões tarde da noite. É casado com a médica alemã Eva Hatch Missine e não tem filhos.

## Prêmios e honrarias
- Brasileiro do Ano na Economia - Revista Isto É.[10]
- Melhor Banqueiro Central das Américas - Revista The Banker, Londres.[10]
- Melhor Banqueiro da América Latina em 2006.[10]
- 2010 - Prêmio Lide - Personalidade do Ano.[65]
- 2008 - Prêmio Bravo Awards - Financista do Ano.[66]
- 2008 - Prêmio Emerging Market Awards - Melhor Banqueiro Central para América Latina.[67]